# Сармьенто, Николас
Никола́с Сармье́нто (исп. Nicolás Sarmiento; 3 декабря 1992, Буэнос-Айрес, Аргентина) — аргентинский игрок в мини-футбол. Вратарь испанского клуба «Реал Бетис».

## Биография
В молодости Сармьенто начинал играть в «большой футбол» и занимался в футбольной академии «Ривер Плейта». В подростковом возрасте Николас Сармьенто принимает решение перейти в футзал. Дебют на профессиональном уровне состоялся в 2011 году в составе футзального «Ривер Плейта».
С 2015 года выступает в чемпионате Испании. В 2016 году Николас Сармьенто становится чемпионом мира в составе сборной Аргентины и признаётся лучшим вратарём турнира по версии ФИФА. В 2021 и 2024 годах сборная с Сармьенто в воротах дошла до финала, причём в 2021 году Николас снова получил «золотую перчатку» лучшего вратаря чемпионата.

## Достижения
Командные
- Чемпион мира: 2016
  - Серебряный призёр чемпионата мира: 2021, 2024
- Обладатель Кубка Америки: 2022

Личные
- Лучший вратарь чемпионата мира (2): 2016, 2021